# Dobrzyca (jezioro)
Dobrzyca – jezioro na Równinie Nowogardzkiej, położone w gminie Resko, w powiecie łobeskim, w woj. zachodniopomorskim. Jezioro znajduje się ok. 9 km na północny wschód od miasta Resko. Nad północnym brzegiem leży wieś Stara Dobrzyca.
Powierzchnia jeziora wynosi według różnych źródeł od 29,60 ha do 29,80 ha. Objętość zbiornika wyliczono na 1341,0 tys. m³. Głębokość maksymalna zbiornika wynosi 8,2 m, a natomiast średnia głębokość 4,5 m. Długość linii brzegowej Dobrzycy równa jest 2550,0 m. Rzędna lustra wody jeziora wynosi 73,70 m n.p.m. W skali pH wody w jeziorze mają wskaźnik 7,0. Przewodność elektrolityczna jest na poziomie 70.
Dobrzyca w typologii rybackiej jest jeziorem sandaczowym. Przy akwenie rośnie wąskie pasmo oczeretów.
Na wodach Dobrzycy obowiązuje zakaz używania jednostek pływających z napędem spalinowym. 
Ok. 1,3 km na wschód od brzegu jeziora przepływa rzeka Mołstowa, do której uchodzi mały ciek wodny wypływający z Dobrzycy.
Ok. 0,5 km na południe od brzegu jeziora znajduje się rezerwat przyrody Mszar koło Starej Dobrzycy.